# Полиевктов, Михаил Александрович
Михаил Александрович Полие́вктов (24 марта [5 апреля] 1872, Калужская губерния — 21 декабря 1942, Грузинская ССР) — русский историк, археограф, кавказовед, автор труда по исторической биографии (составил одно из лучших жизнеописаний Николая I).

## Биография
В 1894 году окончил историко-филологический факультет Императорского Санкт-Петербургского университета. В 1917 году стал профессором в своём родном университете (переименованном в «Петроградский»).
С 1920 года читал лекции по русской истории в Тбилисском университете.
Статьи о М. А. Полиевктове имеются в Трудах Тбилисского университета (И. Цинцадзе, 1943) и в Советской исторической энциклопедии (С. М. Троицкий, 1968).

## Научная деятельность
Основные работы М. А. Полиевктова посвящены истории внешней политики Российской империи в XVII—XVIII веках. Большой научной заслугой исследователя было разыскание и публикация российских документов XIII—XVIII веков по этой тематике, а также по истории народов Кавказа и российско-грузинским отношениям. Также М. А. Полиевктов является автором нескольких трудов по исторической биографии. Автор статей в «Энциклопедическом словаре Брокгауза и Ефрона».

## Отзывы
Согласно историку С. М. Троицкому, М. А. Полиевктов в дореволюционный период разделял взгляды либеральных буржуазных историков.
В советское время, по мнению того же С. М. Троицкого, М. А. Полиевктов занимался главным образом археографической деятельностью.

### Научные труды
- Балтійскій вопросъ въ русской политикѣ послѣ Ништадтскаго мира (1721—1725) / По опредѣленію Историко-Филологическаго Факультета. — СПб., 1907. — 11+298+48+16 с.
- Императоръ Николай I: Оттискъ изъ Русскаго Біографическаго Словаря издаваемаго Императорскимъ Русскимъ Историческимъ Обществомъ. — СПб.: Тип. Главнаго Управленія Удѣловъ, 1914. — 165 с.
- Николай I: Біографія и обзоръ царствованія. — М.: Изд-во М. и С. Сабашниковыхъ, 1918. — 393 с.
- Посольство стольника Толочанова и дьяка Иевлева в Имеретию. 1650—1652. — Тифлис: Изд. Тифлисского ун-та, 1926. — 8+46+233 с. — 600 экз.
- Посольство кн. Мышецкого и дьяка Ключарева в Кахетию. 1640—1643. — Тифлис: Изд. Тифлисского ун-та, 1928. — 21+209 с. — 600 экз.
- Старый Тифлис в известиях современников (Сост. М. Полиевктов и Г. Натадзе). — Тифлис, 1929.
- Экономические и политические разведки Московского государства XVII в. на Кавказе : моногр / АН СССР. НИИ Кавказоведения. Труды историко-экономического сектора. Секция феодальной формации. — Тифлис : Заря Востока, 1932. — 57 с. : с прилож. — 1000 экз.
- Европейские путешественники XIII—XVIII вв. по Кавказу / Глав. ред. акад. И. И. Мещанинов, ред. издания проф. Г. Б. Пичикиан; АН СССР. НИИ Кавказоведения имени академика Н. Я. Марра. — Тифлис, 1935. — 225 с.
- Материалы по истории грузино-русских взаимоотношений. 1615—1640. — Тбилиси: Изд-во Тбилисского гос. ун-та, 1937. — 8+34+487 с. — 1500 экз.
- Европейские путешественники 1800-1830 гг. по Кавказу / Ответ. ред. М. Габричидзе. — Архивное управление МВД Грузинской ССР. — Тбилиси: Заря Востока, 1946. — 153 с. — 500 экз.